# Condado de Clark (Idaho)
O Condado de Clark é um dos 44 condados do Estado americano do Idaho. A sede do condado é Dubois, que é também a sua maior cidade. O condado tem uma área de 4572 km² (dos quais 2 km² estão cobertos por água), uma população de 1022 habitantes, e uma densidade populacional de 0,2 hab/km² (segundo o censo nacional de 2000). O condado foi fundado em 1919. Recebeu o seu nome em homenagem ao senador do Idaho Sam K. Clark.